# 第30屆香港電影金像獎
第30屆香港電影金像獎（英語：30th Hong Kong Film Awards）於2011年2月8日下午公布提名名单。2011年4月17日星期日晚假香港文化中心大劇院頒發，本届金像獎創作總監為陳嘉上、曾志偉，頒獎典禮司儀毛舜筠、鄭丹瑞及谷德昭，並由倪秉郎擔任宣讀提名名單報幕員。紅地毯司儀是蔣怡和林曉峰，最佳衣著獎司儀是杜如風。大會共頒發21個獎項。是次金像獎的大贏家是《狄仁傑之通天帝國》，共取得最佳导演、最佳女主角等六個獎項，其次是《打擂台》，获得最佳电影等四个奖项。本屆典禮最大特色是播放最多歷屆經典得獎者片段。整個頒獎典禮歷時近四小時。

## 獎項統計
：以下不含「最佳亞洲電影」之部分
| 數目 | 電影名稱                                                     |
| 獲獎 |                                                              |
| 6    | 狄仁傑之通天帝國                                             |
| 4    | 打擂台                                                       |
| 2    | 葉問2                                                        |
| 1    | 志明與春嬌、綫人、李小龍、孔子：決戰春秋、東風破、飛砂風中轉 |
| 提名 |                                                              |
| 13   | 狄仁傑之通天帝國                                             |
| 11   | 劍雨                                                         |
| 10   | 葉問2                                                        |
| 8    | 綫人                                                         |
| 7    | 打擂台                                                       |
| 6    | 月滿軒尼詩                                                   |
| 5    | 孔子：決戰春秋                                               |
| 4    | 李小龍、精武風雲·陳真                                        |
| 3    | 分手說愛你、維多利亞壹號                                     |
| 2    | 志明與春嬌、飛砂風中轉、全城熱戀熱辣辣、東風破               |
| 1    | 全城戒備、安非他命、葉問前傳、鎗王之王、戀人絮語、酒徒       |

### 金像獎電影
| 電影             | 獎項                                                                             |
| ---------------- | -------------------------------------------------------------------------------- |
| 打擂台           | 最佳電影、最佳男配角、最佳女配角、最佳原創電影音樂                               |
| 狄仁傑之通天帝國 | 最佳導演、最佳女主角、最佳美術指導、最佳服裝造型設計、最佳音響效果、最佳視覺效果 |
| 志明與春嬌       | 最佳編劇                                                                         |
| 線人             | 最佳男主角                                                                       |
| 李小龍           | 最佳新演員                                                                       |
| 孔子：決戰春秋   | 最佳攝影                                                                         |
| 葉問2            | 最佳剪接、最佳動作設計                                                           |
| 東風破           | 最佳原創電影歌曲                                                                 |
| 飛砂風中轉       | 新晉導演                                                                         |

## 表演嘉宾
關淑怡、謝安琪、譚詠麟、Mr.
開場時，由關淑怡和謝安琪唱出歷屆香港電影得獎金曲，同時亦播出由第一屆至第廿九屆得獎者得獎片段。
武術指導蒋荣法(火星)領導一班武術指導作出連場以黑幫仇殺作背景的動作表演，表演完後曾志偉出場介絡香港經典動作場面。
譚詠麟及Mr.唱出金曲《八十歲後》，紀念在2010年4月19日至2011年4月17日期間逝世的電影從業員。
陳自強獲得專業精神獎，張學友經由VRC同步自紅磡體育館演唱會開場前的舞臺上為他獻唱英文歌曲《MY WAY》。

## 媒體播放
- 现场直播：香港亞洲電視本港台及亞洲高清台、now香港台及now101台、香港電台第二台，新加坡星和視界都會台、馬來西亞Astro華麗台及馬來西亞MY FM。

## 香港收视率
本届金像奖颁奖礼录得7点收视（约45万观众），最高收视时段为最佳男主角和最佳电影颁奖时的11点（约70万观众）。

## 争议
- 香港无线电视主动公布当晚金像奖时段大幅抛离竞争对手亚洲电视的收视报告，亚洲电视则指根据香港大学民意研究计划初步调查，金像奖观众多达230万人[5]，更召开记者会，质疑负责本港收视率调查的CSM媒介研究的收视调查结果的可靠性，要求广管局展开调查，亚视主要股东王征称要进行一场收视“打假”[6]。无线电视随后联同香港广告商会及CSM媒介研究发表声明，认为亚视的「诬蔑」毫无根据及严重指控，并声称保留追究权利[7]，又就事件向亚视发出律师信，要求亚视7天内就事件公开道歉。5月23日，無綫電視及索福瑞公司正式入稟高等法院，控告亞洲電視及其有關人士誹謗。

## 外部連結
- 第30屆香港電影金像獎得獎名單 （页面存档备份，存于）
- 亞洲電視官方網頁 - 第30屆香港電影金像獎